# Lapa
Lapa (nep. लापा) – gaun wikas samiti w środkowej części Nepalu w strefie Bagmati w dystrykcie Dhading. Według nepalskiego spisu powszechnego z 2001 roku liczył on 830 gospodarstw domowych i 3893 mieszkańców (2024 kobiet i 1869 mężczyzn).